# Wigglesworthia glossinidia
Wigglesworthia glossinidia (лат.) — вид грамотрицательных бактерий из семейства Erwiniaceae порядка Enterobacterales. Типовой и единственный вид в роде Wigglesworthia.

## Описание
Эндосимбионт, который был выделен в 1995 году из кишечника мухи цеце. Палочковидные микроорганизмы имеют длину до 4—5 микрометров. Микроорганизмы находятся в цитоплазме специализированных эпителиальных клеток кишечника мухи, называемых мицетоцитами. Жгутики отсутствуют.
В результате длительного симбиогенеза бактерия Wigglesworthia glossinidia потеряла большую часть своего генома и теперь имеет один из самых маленьких известных геномов любого живого организма, состоящий всего из одной хромосомы (700 000 bp) и плазмиды (5200).
Вместе с Buchnera aphidicola бактерия Wigglesworthia стала объектом генетических исследований минимальных геномов живых организмов. Wigglesworthia также синтезирует ключевые витамины группы B, которые муха цеце не может получить из крови своих жертв. Без витаминов, производимых Wigglesworthia, муха цеце значительно редуцирует свой рост и размножение. Поскольку муха цеце является основным вектором Trypanosoma brucei, патогена, вызывающего африканский трипаносомоз, было высказано предположение, что W. glossinidia может быть использована для того, чтобы контролировать распространение этого опасного заболевания.

## Этимология
Родовое название дано в честь основателя физиологии насекомых Сэра Винсента Уиглсуорта. Видовой эпитет происходит от латинского названия рода мух цеце (Glossina).